# Robert Stevenson (engenheiro)
Robert Stevenson (Glasgow, 8 de junho de 1772 — Edimburgo, 12 de julho de 1850) foi um engenheiro civil construtor de faróis escocês. 

## Família
- Robert Stevenson  (1772–1850), engenheiro e construtor de faróis escocês
  - Alan Stevenson (1807–1865), engenheiro e construtor de faróis escocês, filho
  - David Stevenson (1815–1886), engenheiro e construtor de faróis escocês, filho
    - David Alan Stevenson, neto
    - Charles Alexander Stevenson (1855–1950), engenheiro e construtor de faróis escocês, neto
      - Alan Stevenson (1891–1971), engenheiro e construtor de faróis escocês, bisneto

  - Thomas Stevenson (1818–1887), engenheiro e construtor de faróis escocês, filho
    - Robert Louis Stevenson (1850–1894), escritor escocês, neto

## Projetos de Robert Stevenson

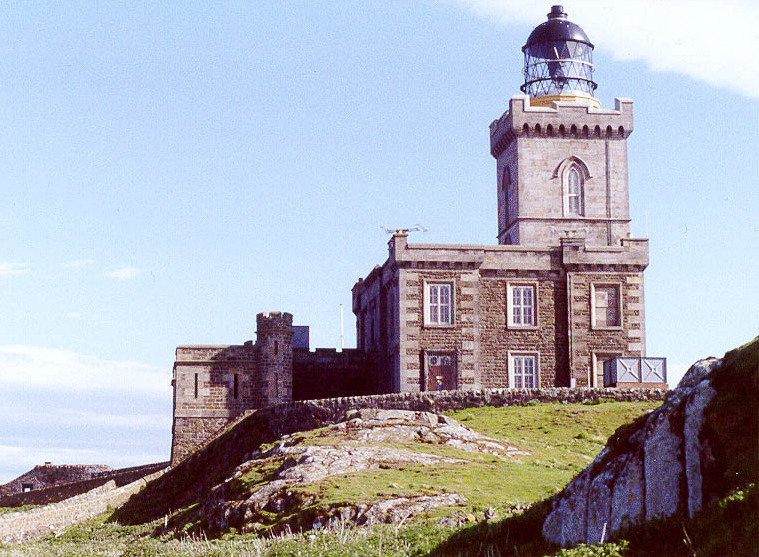
Farol construído por Robert Stevenson na Isle of May

### Faróis
- 1811: Farol de Bell Rock
- 1816: Farol Isle of May
- 1818: Farol Corsewall
- 1818: Farol Point of Ayre
- 1818: Farol Calf of Man
- 1821: Farol Sumburgh Head
- 1824: Farol Eilean Glas
- 1825: Farol Rhinns of Islay
- 1827: Farol Buchan Ness
- 1828: Farol Cape Wrath
- 1830: Farol Tarbat Ness
- 1830: Farol Mull of Galloway
- 1831: Farol Dunnet Head
- 1833: Farol Girdle Ness
- 1833: Farol Barra Head
- 1833: Farol Lismore

### Outras obras
- Hutcheson Bridge, Glasgow
- Melville Column, Edinburgh – Denkmal für Henry Dundas, 1st Viscount Melville